# Kacperek
Kacperek – polski serial telewizyjny z 1987 roku w reżyserii Ryszarda Zatorskiego. Zdjęcia kręcono w Warszawie i w Płońsku.

## Obsada
- Kacper Lepieszkiewicz - Kacperek
- Małgorzata Pritulak - mama
- Krzysztof Kiersznowski - tata
- Zdzisław Kozień - listonosz

## Role epizodyczne
- Zdzisław Wardejn - sprzedawca w sklepie
- Ewa Serwa - wychowawczyni
- Anna Chitro - kobieta na dworcu
- Maria Czubasiewicz - pracownica magla
- Marek Frąckowiak - maszynista
- Zbigniew Grabski - kolejarz
- Barbara Wyszkowska - sąsiadka
- Martin Lipczyk - Wojtek
- Paweł Galia - ojciec Wojtka
- Józef Pieracki - dozorca na budowie
- Halina Lachman - pracowniczka przedszkola